# Simfonia núm. 2 (Sibelius)
La Simfonia núm. 2 en re major, op. 43, de Jean Sibelius es va iniciar l'hivern de 1901 a Rapallo, Itàlia, poc després de l'exitosa estrena del popular poema simfònic Finlandia, i va acabar el 1902 a Finlàndia. Sibelius va dir: "La meva segona simfonia és una confessió de l'ànima". Com en la Primera, encara hi ha visibles les influències del Romanticisme.

## Origen i estrena
El baró Axel Carpelan, que va donar nom al conegut poema simfònic de Sibelius Finlandia, va escriure al compositor poc després de la seva exitosa estrena: «Ha estat assegut a casa des de fa una bona estona, senyor Sibelius, ja és hora que comenci a viatjar. Passaràs la tardor i l'hivern a Itàlia, un país on s'aprèn cantabile, equilibri i harmonia, plasticitat i simetria de línies, un país on tot és bonic, fins i tot el lleig. Recordeu què va significar Itàlia per al desenvolupament de Txaikovski i per a Richard Strauss». Encara que el baró Carpelan no tenia diners, va recaptar fons suficients perquè Sibelius es quedés en una vil·la de muntanya prop de Rapallo, Itàlia. Aquí, Sibelius va anotar les primeres notes de la seva Segona Simfonia.
Més d'un any després de l'escriptura dels primers motius, la Helsinki Orchestral Society va estrenar la Segona Simfonia el 8 de març de 1902, sota la direcció del compositor. Després de tres actuacions exhaurides, Sibelius va fer algunes revisions; la versió revisada va rebre la seva primera interpretació per Armas Järnefelt el 10 de novembre de 1903 a Estocolm. Oskar Merikanto va exclamar que l'estrena "ha superat fins i tot les expectatives més altes".

## Recepció
Tot i que els crítics estaven dividits després de l'estrena de la simfonia, el públic generalment admirava la peça, ja que el seu grandiós final estava relacionat per alguns amb la lluita per la independència de Finlàndia, de manera que fins i tot va ser batejada popularment com la "Simfonia de la Independència", tal com va ser escrita en un temps de sancions russes a la llengua i la cultura finlandeses. La reacció de Sibelius davant d'això ha estat àmpliament debatuda; alguns afirmen que no havia volgut cap missatge patriòtic i que la simfonia només va ser identificada per altres com una composició nacionalista, mentre que altres creuen que va escriure l'obra pensant en una Finlàndia independent. El compositor finlandès Sulho Ranta va dir: «Hi ha alguna cosa en aquesta música, almenys per a nosaltres, que ens porta a l'èxtasi; gairebé com un xaman amb el seu tambor màgic».
La simfonia ha estat anomenada «una de les poques creacions simfòniques del nostre temps que van en la mateixa direcció que les simfonies de Beethoven». Tanmateix, Virgil Thomson va escriure al New York Herald Tribune que la simfonia era «vulgar, autoindulgent i provincial més enllà de tota descripció». Sir Colin Davis va citar Wordsworth per a un dels seus enregistraments de la simfonia amb la London Symphony Orchestra⁣:
Grand in itself alone, but in that breach

Through which the homeless voice of waters rose

That dark deep thoroughfare, had Nature lodged

The Soul, the Imagination of the whole.

## Estructura
Sibelius va anotar la seva segona simfonia per a una orquestra formada per instruments estàndard: 2 flautes, 2 oboès, 2 clarinets, 2 fagots, 4 trompes, 3 trompetes, 3 trombons, tuba, timbals i cordes.

Està escrit en quatre moviments:
1. Allegretto – Poco allegro – Tranquillo, ma poco a poco ravvivando il tempo all'allegro – Poco largamente – Tempo I – Poco allegro (en re major)
2. Tempo andante, ma rubato – Poco allegro – Molto largamente – Andante sostenuto – Andante con moto ed energico – Allegro – Poco largamente – Molto largamente – Andante sostenuto – Andante con moto ed energico – Andante – Pesante (en re menor)
3. Vivacissimo – Lento e soave – Tempo primo – Lento e soave – (attacca) (en si bemoll major)
4. Finale: Allegro moderato – Moderato assai – Meno moderato e poco a poco ravvivando il tempo – Tempo I – Largamente e pesante – Poco largamente – Molto largamente (en re major)

És la seva simfonia més llarga, amb una durada aproximada de 45 minuts.

### Primer moviment
Lligant-se a la filosofia de Sibelius sobre l'art de la simfonia -va escriure que "admirava la severitat de l'estil [de la simfonia] i la profunda lògica que va crear una connexió interna entre tots els motius"- l'obra creix gairebé orgànicament amb un motiu creixent de tres notes que s'escolta a l'obertura de l'obra, primer inestable i pastoral, després apareixent de moltes maneres al llarg de tota la simfonia (i de fet formant la base de la major part del material), inclòs la formació del tema dramàtic del final. S'introdueixen més frases de manera invisible, encara que molt relacionades, creant un efecte semblant a un trencaclosques. Només en el clímax del moviment s'escolta el tema complet.

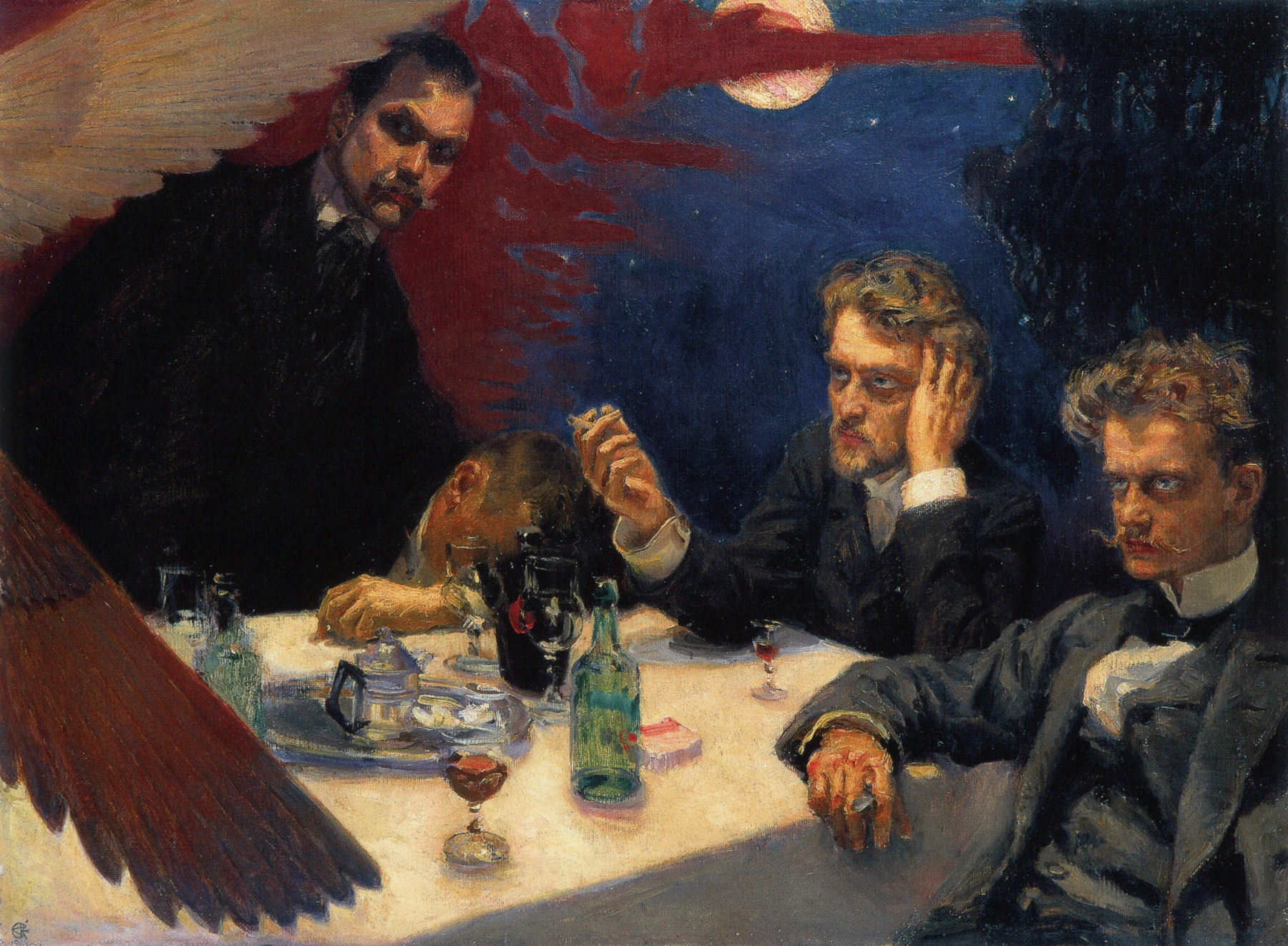
Robert Kajanus i Jean Sibelius (dues persones més a la dreta), en una pintura de 1894 d'Akseli Gallen-Kallela

### Segon moviment
A la seva vila de Rapallo, Sibelius va escriure: "Don Juan. Estava assegut a les fosques al meu castell quan va entrar un desconegut. Vaig preguntar qui podia ser una vegada i una altra, però no hi havia resposta. Vaig intentar fer-lo riure però es va quedar en silenci. Finalment, el foraster va començar a cantar; aleshores Don Juan va saber qui era. Va ser la mort." En el mateix paper, va escriure el tema del fagot per a la primera part del segon moviment, del qual neix una corda pizzicatada "baix caminant". Dos mesos més tard, a Florència, va redactar el segon tema, amb una nota que deia "Christus", potser simbolitzant la mort i la resurrecció del moviment, o fins i tot de Finlàndia. Els estudiosos també suggereixen que Sibelius va modelar el segon moviment basat en la Divina Comèdia de Dante. No obstant això, Robert Kajanus va dir que el moviment "ens sembla la protesta més trencada contra tota la injustícia que amenaça en l'actualitat amb privar el sol de la seva llum i les nostres flors de la seva olor". El moviment culmina amb un tema altíssim i metàl·lic, seguit d'un motiu eteri i semblant a la boira a les cordes dividides.

### Tercer moviment
Un scherzo enfadat i inquiet amb figures de metralladores a les cordes és fulminant i ràpid. El segueix una secció de trio lent, amb un solo líric d'oboè acompanyat de clarinets i trompes. Després d'un toc de trompeta, es torna a tocar l'scherzo. La secció de trio torna de nou al final del moviment mentre fa un pont amb el moviment final. Kajanus va dir: "L'scherzo dona una imatge d'una preparació frenètica. Tothom amuntega la seva palla al paller, totes les fibres es colen i cada segon sembla que duri una hora. Un intueix a la secció de trio contrastada amb el seu motiu d'oboè en sol bemoll major el que està en joc."

### Finale
Sense pausa, el moviment final, cap al qual sembla que s'està construint la resta de la simfonia, comença gloriosament després d'aconseguir finalment el re major, amb temes colossals, forts, regals i triomfals, sovint extrets del primer moviment de la simfonia. Molt semblant a la Simfonia núm. 5 de Beethoven, el material de transició d'entre els dos darrers moviments es torna una segona vegada perquè es pugui assaborir de nou la victòria de la tonalitat major. Aquest moviment, inspirat en la música romàntica, és "la música italiana va al nord". Kajanus va escriure que l'últim moviment "es desenvolupa cap a una conclusió triomfal destinada a despertar en l'oient una imatge de perspectives de futur més lleugeres i segures".

## Enregistraments
El primer enregistrament, patrocinat pel govern finlandès, va ser realitzat per Robert Kajanus amb una orquestra sense nom per al segell de la Columbia Britànica el maig de 1930 al Central Hall, Westminster en nou cares de 78 rpm. El costat final va incloure l'Intermezzo de la Suite Karelia. Kajanus havia gravat la Primera Simfonia una setmana abans. Tot i que de vegades s'acredita l'Orquestra Simfònica de Londres i l'Orquestra Simfònica Britànica, Mark Obert-Thorn planteja l'opinió que el conjunt era l'⁣Orquestra de la Royal Philharmonic Society, "l'antiga RPO" que va servir com a orquestra d'enregistraments. No s'ha de confondre amb la Royal Philharmonic Orchestra fundada per Sir Thomas Beecham el 1947.
Arturo Toscanini i l'⁣Orquestra Simfònica de la NBC van interpretar la simfonia durant els concerts de retransmissió radiofònica el 1939 i el 1940 a l'NBC Studio 8-H; l'actuació de 1940 va ser llançada comercialment per RCA Victor el 1967 en LP, i després reeditat en CD. EMI ha publicat un CD d'un concert de Toscanini i la BBC Symphony Orchestra al Queen's Hall. Una de les actuacions en directe més notables publicades en LP i CD va ser la de Sir Thomas Beecham i la BBC Symphony Orchestra al Royal Festival Hall el 1954, durant la qual Beecham va cridar encoratjant als músics diverses vegades.
La crítica musical Erica Jeal va recomanar l'enregistrament de 1995 per l'⁣Orquestra Simfònica de Londres, dirigida per Colin Davis, com la millor opció disponible.
El violinista i compositor Anthony Collins va gravar la simfonia amb moltes revisions, dient que "Els directors han de tenir llibertat per viure l'actuació". En el seu enregistrament de 1935 amb l'⁣Orquestra Simfònica de Boston, Serge Koussevitzky va dirigir la mateixa versió que va utilitzar Collins. Sibelius va elogiar l'enregistrament, dient que Koussevitsky "va interpretar el meu treball amb un domini suprem. Sempre li estaré profundament agraït per tot el que ha fet pel meu art."